# Holger Stahlknecht
Holger Stahlknecht, né le 13 novembre 1964 à Hanovre, est un homme politique allemand, membre de l'Union chrétienne-démocrate d'Allemagne (CDU).
Il est ministre de l'Intérieur et des Sports de Saxe-Anhalt de 2011 à 2020, et préside la Fédération de football de Saxe-Anhalt depuis le 26 juin 2021.